# Majna Sevnik Firšt
Majna (Ana Marija) Sevnik Firšt, slovenska balerina, koreografinja in režiserka, * 2. avgust 1932, Novo mesto, Slovenija, † konec decembra 2014/ pogreb? 5..? januar 2015, Slovenija.
Z baletom se je pričela ukvarjati že leta 1947, ko je nastopila v baletnem zboru ljubljanske Opere. Po diplomi leta 1953 se je izpopolnjevala v Parizu, od leta 1955 je bila baletna solistka v Ljubljani. Delovala je tudi kot koreografinja in pedagoginja klasičnega baleta in historičnih plesov ter zgodovine baleta na SGBŠ in na TV Slovenija.

## Odlikovanja in nagrade
Leta 2000 je prejel častni znak svobode Republike Slovenije z naslednjo utemeljitvijo: »za dolgoletno bogato baletno, koreografsko, režisersko in realizatorsko delo - ob sedemdesetletnici«.